# 內華達號戰艦
內華達號戰艦（舷號BB-36）是一艘隸屬於美國海軍的戰艦，為內華達級戰艦的首艦。她是美軍第二艘以內華達州為名的軍艦，亦是美國首批超級無畏艦。
內華達號在1912年於霍河造船廠建造，於1914年下水，在1916年服役。其時第一次世界大戰已經爆發，內華達號一直留在近海訓練。美國參戰後，內華達號被派到英國海域，加入英國本土艦隊，主要負責護航任務。
戰後內華達號恢復日常訓練，並參與多次艦隊解難演習（Fleet Problems），又曾在1927年進行現代化改建。1941年日本海軍偷襲珍珠港時，內華達號是惟一一艘在第一波空襲後仍保有航行能力的美軍主力艦，但在試圖出港時遭遇日軍第二波空襲，最終於日軍的攻擊下負傷選擇駛離主航道擱淺，避免了坐沉港內、阻塞珍珠港出入口的厄運。1942年內華達號進行復修，然後參與阿圖島戰役。接著內華達號回到美國東岸作現代化改建，然後轉到歐洲戰場，負責護航任務，並先後在諾曼第戰役及龍騎兵行動中負責炮火支援。1945年內華達號回到太平洋艦隊，並先後參與硫磺島戰役及沖繩戰役，期間曾遭神風特攻隊自殺飛機擊中。1946年內華達號參與十字路口行動核試，並被編為首輪核試的目標艦，但因核彈偏離目標而僅有受損。內華達號亦未在兩次核試中遭受嚴重破壞，卻遭到嚴重的輻射污染。同年8月29日內華達號退役，並在1948年7月被艾奧瓦號等用作靶艦擊沉（未於火炮演習中沉沒，最後是空射魚雷結束了它的任務）。
內華達號在二戰共獲得七枚戰鬥之星。